# Aseroe coccinea
Aseroe coccinea (лат.) — вид грибов-базидиомицетов из рода Aseroe, семейства Весёлковые.
Эндемик Японии, где известен под названием яп. アカヒトデタケ. Впервые зарегистрирован в 1989 году, но как отдельный вид признан в 2007 году. Незрелое плодовое тело имеет форму яйца, вкопанного широкой частью с гифами в землю. Оболочка прорывается и из неё вырастает ножка, оканчивающаяся красными «щупальцами» или «лепестками», окружающими спороносную глебу. Неизвестно, является ли этот гриб съедобным.

## Описание
Развитие гриба начинается с беловатого «яйца» 10-15 см в диаметре, лежащего на субстрате или частично погружённого. Из основания плодового тела выходит нить мицелия. Экзоперидиум белый или кремовый. Эндоперидиум гиалиновый, полупрозрачный.
Созревая, гриб разрывает яйцо, а из получившейся дыры выходит зрелое плодовое тело. Ножка достигает 10-15 мм в высоту, 7-15 мм в диаметре, к основание сужается. Цвет ножки - бледно розовый, белый или кремовый. По текстуре он губчатый и полый. Верхняя часть сплющена, образуя диск, окружённый 7-9 «щупальцами». «щупальца» ярко-красные, трубчатые, 4-10 мм в длину, 0-7,2 мм в толщину.
Споры толстостенные, эллипсоидные 4-5 на 2-2, 5 мкм. Они полупрозрачные и гладкие, некоторые усечены у основания.
Перидий «яйца» состоит из двух слоёв. Наружная часть толщиной 250-400 мкм, состоит из сплетённых нитевидных гиф 2, 5-5 мкм в диаметре. Гифы толстостенные, с перегородками и гиалиновые. В этом же слое находятся песедо-паренхиматозные клетки - угловатые, плотно упакованные и случайно расположенные. Толщина таких клеток 7-50 мкм, форма почти или абсолютно сферическая. Желтоватые или бледно-коричневые. Внутренний слой ткани толщиной 100-250 мкм, состоит из нитевидных гиф 2-5 мкм диаметром. Гифы параллельные, с перегородками, гиалиновые. Ножка из псевдо-паренхиматозных клеток 5-15, 5 мкм, содержат пигмент.

## Сходные виды
Aseroe coccinea отличается от подобного ему Lysurus arachnoideus другой расцветкой и более крупными спорами (у Aseroe coccinea — 4-5 на 2-5, 3 мкм , у Lysurus arachnoideus   2, 5-3, 5 на 1, 5 мкм). Также, Lysurus arachnoideus распространён в Азии и Западной Африке.
Aseroe coccinea и Aseroe rubra отличаются строением «щупалец»: у Aseroe rubra щупальца раздваиваются у основания.